# Mustela nivalis
La comadreja común o comadreja menor (Mustela nivalis) es una especie de mamífero carnívoro de la familia Mustelidae propia de Eurasia y Norteamérica Y el norte de África.
Es la especie más pequeña de mustélido y lo es también de todos los integrantes del orden Carnivora. La especie cuenta con una amplia distribución y no se encuentra amenazada dentro de la Lista Roja de la UICN.

## Características

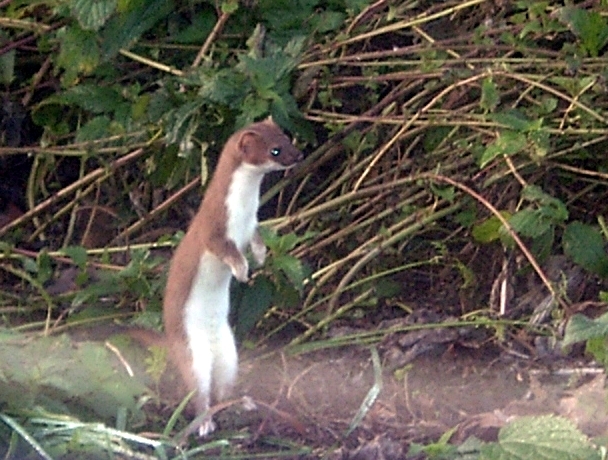
Mustela nivalis

A pesar de su pequeño tamaño es un cazador eficiente que puede abatir presas de entre cinco y diez veces su propio peso. La comadreja común tiene un cuerpo pequeño, muy alargado y extremadamente flexible con un hocico pequeño, aunque algo alargado, y cabeza roma que no supera el grosor del cuello. Los ojos son grandes, prominentes y de color oscuro. Las extremidades y cola son cortas; esta última abarca menos de la mitad de su longitud corporal. Las patas están provistas de garras afiladas y las plantas son bastante peludas. El cráneo, especialmente el de las del grupo rixosa, posee una apariencia infantil al compararlo con los demás miembros del género Mustela. El cráneo en líneas generales es similar al del armiño (Mustela erminea), pero más pequeño, aunque el cráneo de los machos grandes puede compararse en tamaño con el de las hembras pequeñas de armiño. Tienen normalmente cuatro pares de pezones visibles solamente en las hembras. El báculo es corto (16–20 mm), grueso y de eje recto. La grasa se deposita a lo largo de la espina dorsal, riñones, hígado y mesenterio intestinal, y en las extremidades. Posee una glándula anal muscular bajo la cola que mide 7 x 5 mm y contiene sulfuros volátiles, incluyendo tietanos y ditiaciclopentanos. El olor y composición química de esta secreción son diferentes de los del armiño. La comadreja común se moviliza por medio de saltos; la distancia entre los miembros delanteros y traseros varía entre 18–35 cm.

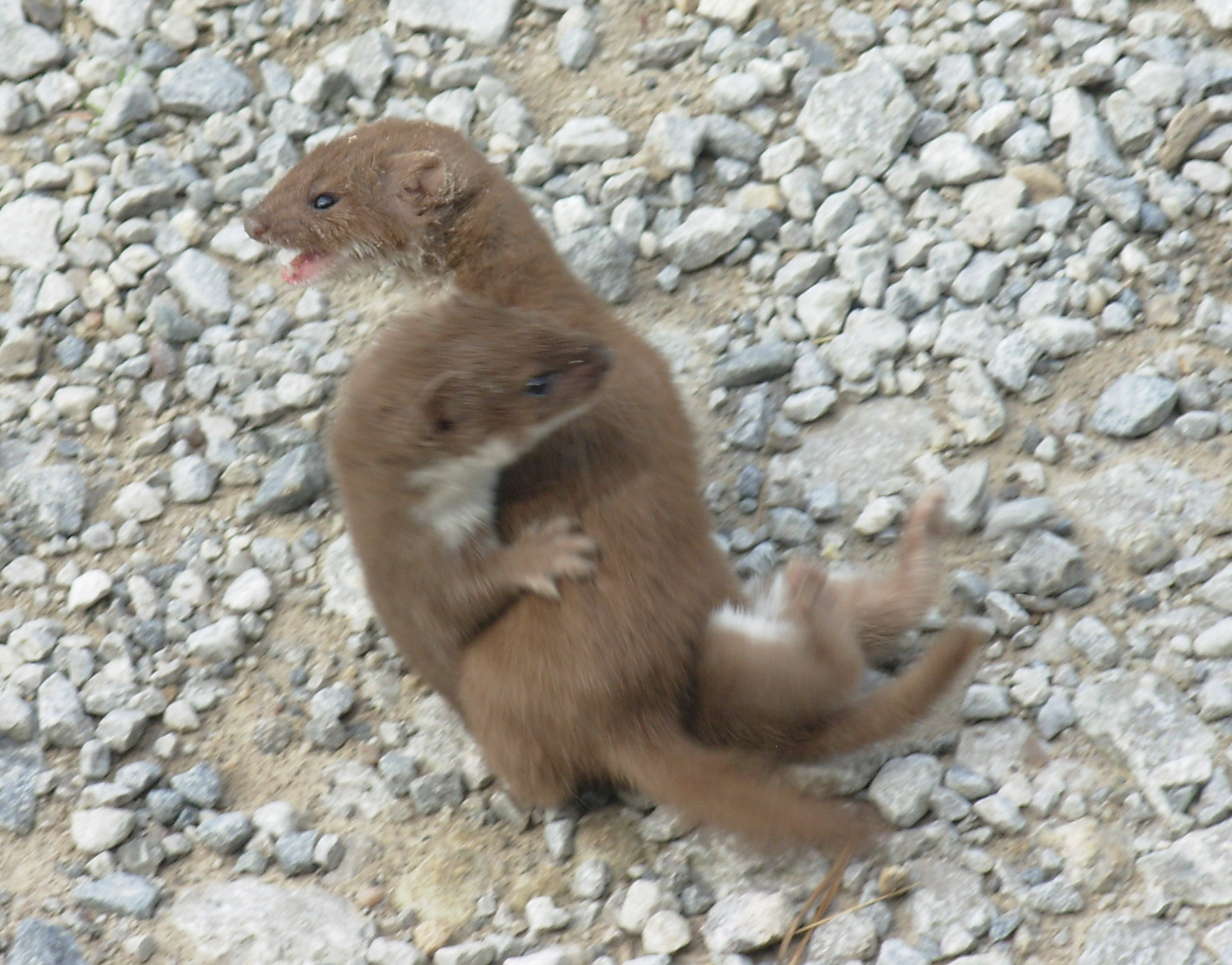
Dos comadrejas peleándose.

Sus dimensiones varían dependiendo de la ubicación geográfica, en una proporción inusual entre los mamíferos. Por ejemplo, los ejemplares del grupo vulgaris pueden superar en tamaño a la razas más pequeñas en casi cuatro veces. En algunas subespecies grandes, el macho puede ser 1,5 veces más grande que las hembras. La proporción del tamaño de la cola también es variable, constituyendo del 13-30 % de la longitud corporal. La longitud promedio en machos es de 130–260 mm, mientras el promedio en la hembras es de 114–204 mm. La cola mide de 12–87 mm en machos y 17–60 mm en las hembras. Los machos pesan entre 36-250 gramos, mientras las hembras pesan de 29,5-117 gramos.
El pelaje de invierno es denso, pero corto y ceñido al cuerpo. En las subespecies del norte, el pelo es suave y sedoso, pero es más tosco en las del sur. El pelaje de verano es muy corto más ralo y áspero. En latitudes más altas el pelaje durante el verano es oscuro, pero varía geográficamente de pardo leonado oscuro o chocolate oscuro a pardo rojizo pálido o rubio rojizo. El vientre y zonas inferiores, incluyendo la mandíbula y cara interna de los miembros, son blancas. La línea divisoria entre la zona oscura superior y la inferior más clara, es homogénea, pero en ocasiones describe una línea irregular. Durante el invierno, el pelaje de esta zona es blanco puro y solo presenta pelo negro en circunstancias excepcionales.

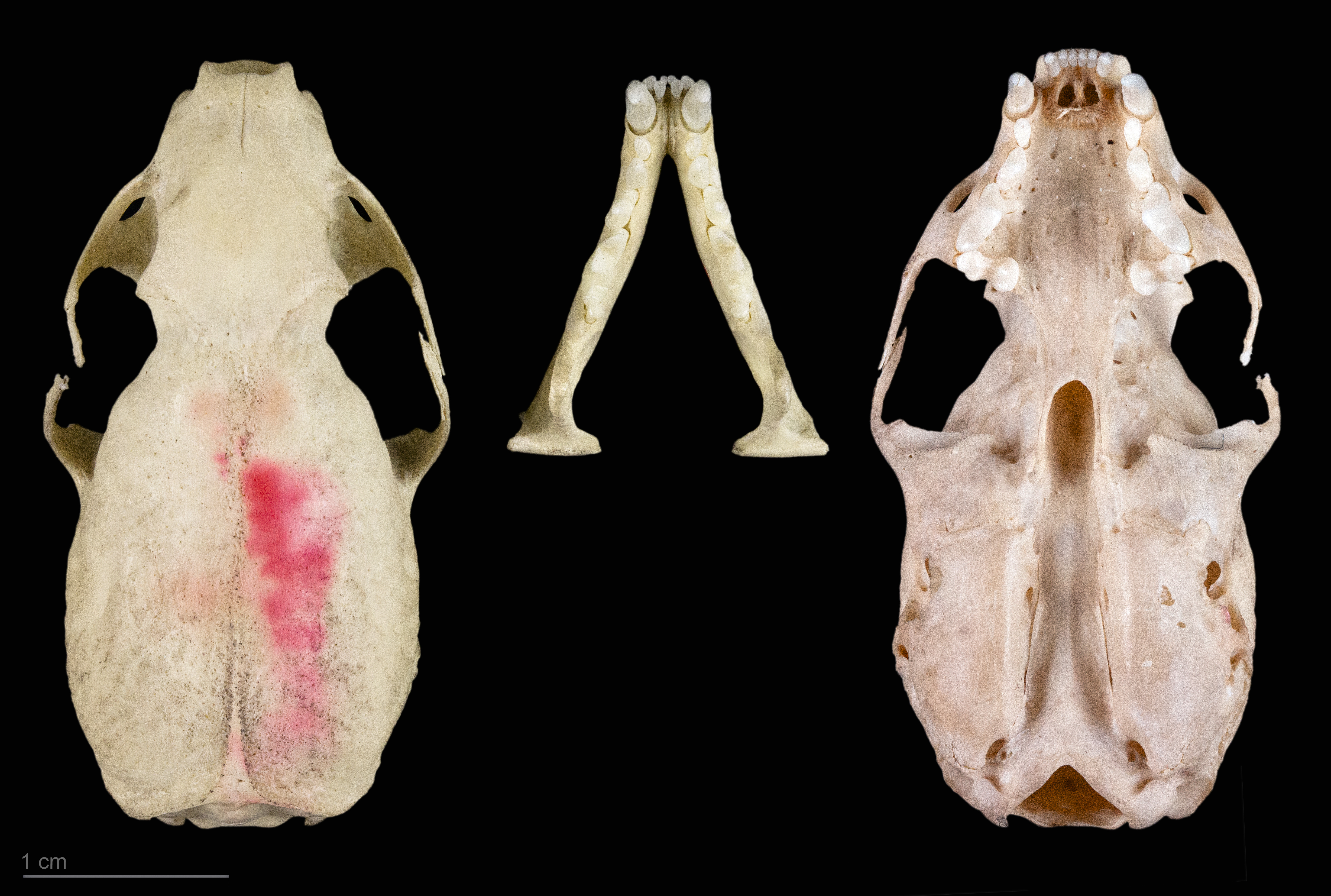
cráneo de Mustela nivalis - MHNT

La comadreja es el mustélido más pequeño. Es similar al armiño (M. erminea), del que se diferencia en el tamaño y sobre todo en el pelaje: en el armiño, el extremo de la cola permanece negro tanto en verano como en invierno. Vive en cualquier hábitat, aunque prefiere los paisajes abiertos, en entornos rurales, con campos, praderas, lindes de los bosques y terrenos baldíos invadidos por la maleza. Pese a su epíteto específico nivalis, no tiene preferencia especial por los medios de montaña, al contrario que ocurre con el armiño en las regiones más meridionales de su área.

## Biología
Es un animal bastante común. Las comadrejas pueden presentar sorprendentes variaciones de tamaño. Estas se deben, por una parte, al dimorfismo sexual, ya que las hembras son bastante más pequeñas que los machos y, por otra, a la existencia en las poblaciones de individuos de tamaño muy reducido, considerados hasta hace poco como pertenecientes a una especie autónoma.

## Alimentación y dieta
Su minúsculo tamaño no le impide capturar presas mayores que ella, como ratas, ratones y topillos, roedores a los que sorprende introduciéndose en sus propias madrigueras en las que cabe gracias a su extremada finura. Los machos, más grandes que las féminas, cazan conejos y liebres. Las aves, y especialmente las que anidan en el suelo, son presas también consumidas con mucha frecuencia. No solo se conforma con las adultas, sino que saquea y destroza los nidos de los progenitores. Está físicamente muy bien dotada: sabe trepar, correr, escabullirse por pequeños agujeros, nadar e incluso bucear. Esto le permite un diversificado régimen alimentario en el que también se incluyen lagartos, serpientes (incluso las venenosas), ranas y peces. Los insectos le gustan bastante y también come otros invertebrados (crustáceos y moluscos, principalmente).

## Distribución geográfica y hábitat

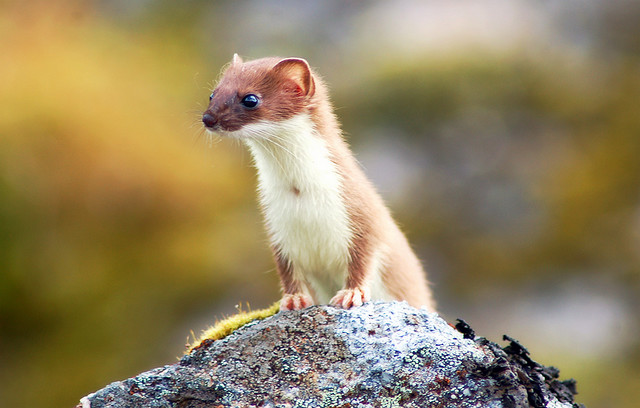
Mustela nivalis eskimo

La comadreja tiene una distribución holártica, pues vive en toda Europa, excepto en Irlanda, algunas islas del Mediterráneo e Islandia, en buena parte de Asia al norte de los Himalaya y de los desiertos centrales, en el Norte de África y en la mitad norte de Norteamérica, excepto las regiones más frías, septentrionales. Ha sido introducida en Nueva Zelanda y Australia.
Vive en casi cualquier hábitat siempre que haya abundancia de presas (micromamíferos) y cierta cobertura vegetal, desde el nivel del mar hasta la alta montaña, en medios naturales o rurales, sin rehuir la cercanía de los asentamientos humanos. Es abundante en entornos rurales, donde suele ser vista en la cercanía de muros de piedra, setos, montones de leña, y en paisajes mixtos con prados, cultivos y bosques, que son ricos en micromamíferos.

## Subespecies

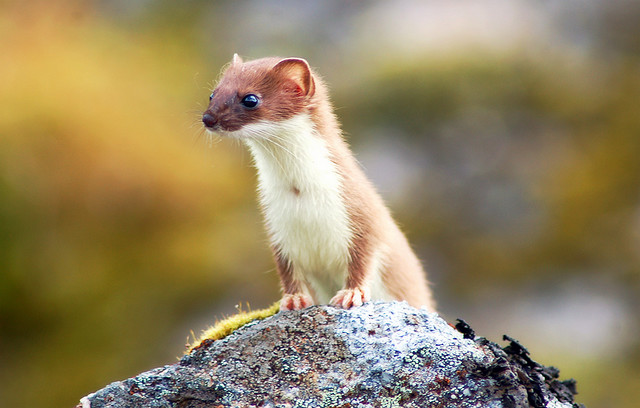
Mustela nivalis eskimo

Se reconocen las siguientes subespecies:
- Mustela nivalis aistoodonnivalis Wu & Kao, 1991
- Mustela nivalis allegheniensis (Rhoads, 1901)
- Mustela nivalis boccamela Bechstein, 1800
- Mustela nivalis campestris Jackson, 1913
- Mustela nivalis caucasica Barrett-Hamilton, 1900
- Mustela nivalis eskimo (Stone, 1900)
- Mustela nivalis heptneri Morozova-Turova, 1953
- Mustela nivalis mosanensis Mori, 1927
- Mustela nivalis namiyei Kuroda, 1921
- Mustela nivalis nivalis Linnaeus, 1766
- Mustela nivalis numidica Pucheran, 1855
- Mustela nivalis pallida Barrett-Hamilton, 1900
- Mustela nivalis pygmaea (J. A. Allen, 1903)
- Mustela nivalis rixosa (Bangs, 1896)
- Mustela nivalis rossica Abramov & Baryshnikov, 2000
- Mustela nivalis russelliana Thomas, 1911
- Mustela nivalis stoliczkana Blanford, 1877
- Mustela nivalis tonkinensis Björkegren, 1941
- Mustela nivalis vulgaris Erxleben, 1777